# Zbigniew Puchalski (historyk)

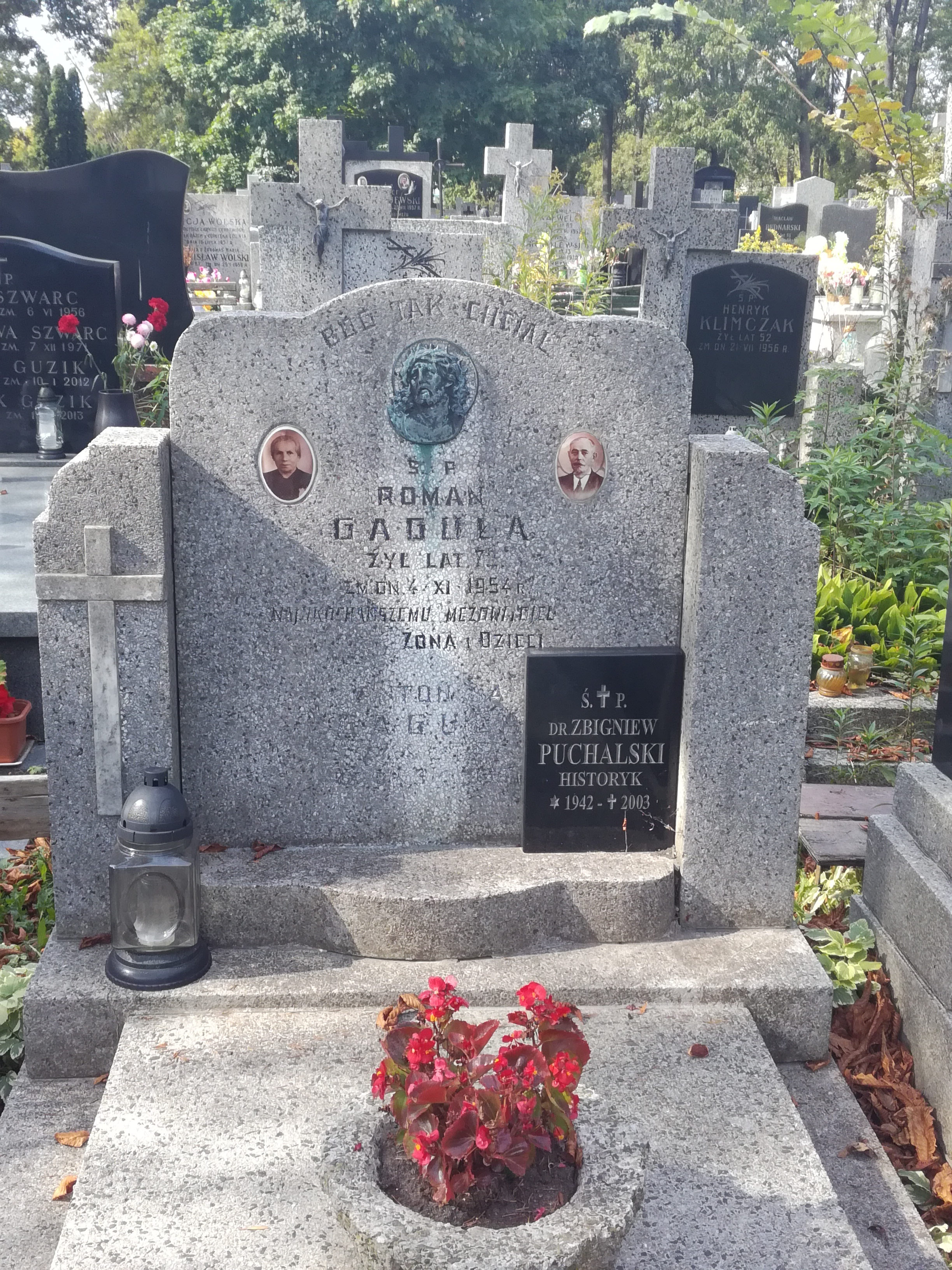
Grób Zbigniewa Puchalskiego na cmentarzu Wolskim

Zbigniew Puchalski (ur. 1942 w Warszawie, zm. 24 maja 2003 tamże) – polski historyk wojskowości, muzealnik, popularyzator i specjalista w dziedzinie falerystyki.

## Życiorys
Ukończył studia magisterskie na Wydziale Historycznym Uniwersytetu Warszawskiego w 1967, podyplomowe w Muzealnym Studium Podyplomowym Uniwersytetu Jagiellońskiego w 1977 i doktorat w Wojskowy Instytucie Historycznym w Warszawie w 1989 (rozprawa o polskich odznaczeniach wojskowych w XX w.).
Był długoletnim pracownikiem Muzeum Wojska Polskiego w Warszawie na stanowiskach kolejno: staszego technika inwentaryzacyjnego (1968–1969), kustosza w Dziale Historii Średniowiecznej i Nowożytnej (1969–1972), kustosza w Dziale Historii Najnowszej (1971–1977), starszego kustosza w Dziale Oświatowym (1980–1985), głównego inwentaryzatora (1985–1995), kuratora działów wystawienniczych (1995–1997), kuratora Działu Historii Dawnej (1995–1999) i starszego specjalisty Działu Historii Najnowszej w Muzeum Katyńskim (1999–2003).
Był autorem wielu wystaw muzealnych i kustoszem gabinetu Orderu Virtuti Militari w Belwederze.
Został pochowany na cmentarzu Wolskim w Warszawie.

## Ważniejsze publikacje
- Ordery i odznaczenia polskie i ich kawalerowie (współautor: Ireneusz J. Wojciechowski), Warszawa 1987, ISBN 83-03-02143-5.
- Krzyż i Medal Niepodległości (współautor: Tadeusz Wawrzyński), Warszawa 1994, ISBN 83-11-08344-4.
- Dzieje polskich znaków zaszczytnych, Warszawa 2000, ISBN 83-7059-388-7.
- Odznaczenia za zasługi bojowe i wojenne w latach 1919-1020. „Niepodległość i Pamięć”. 2 (3), s. 83-100, 1995. Warszawa: Muzeum Niepodległości w Warszawie. ISSN 1427-1443.

## Odznaczenia
- Złoty Krzyż Zasługi – 1995[2][4]
- Złoty Medal „Za zasługi dla obronności kraju” – 1992[2]
- Złoty Medal „Siły Zbrojne w Służbie Ojczyzny” – 1983[2]
- Srebrny Medal „Opiekun Miejsc Pamięci Narodowej” – 1987[2]
- Srebrny Medal „Za Zasługi dla Rozwoju Kultury w Siłach Zbrojnych” – 1987[2]
- Odznaka Odznaka „Zasłużony Działacz Kultury” – 1978[2]